# Йоганн Паліза
Йоганн Паліза (нім. Johann Palisa; 6 грудня 1848, Троппау, Сілезія, нині Опава, Чехія — 2 травня 1925, Відень) — австрійський астроном.
З 1866 по 1870 рік вивчав математику і астрономію у Віденському університеті, але закінчив його тільки в 1884 році. Вже до 1870 року був асистентом в університетській обсерваторії, а з наступного року — в обсерваторії Женеви. У 1872 році став директором австро-угорської морської обсерваторії в Поле (нині місто Пула в Хорватії). Працюючи там, він 18 березня 1874 року відкрив свій перший астероїд — 136 Австрія.
У 1880–1919 роках працював у новій Віденськії обсерваторії. У 1899, 1902, 1908 роках опублікував свої зоряні каталоги.
Всього Паліза в період з 1874 по 1923 рік відкрив 122 астероїди, зокрема 723 Гаммонія (на честь Гамбурга), 902 Пробітас та інші.
На його честь названий астероїд 914 Палісана і кратер на Місяці.